# Буддийское гау
Буддийское гау — амулетница, для ношения на груди. Внутри гау хранятся священные предметы: тексты с мантрами, изображения будд, реликвии реализованных учителей.
Гау могут иметь различные размеры и форму — прямоугольную, овальную, круглую.
Изготавливаются гау обычно из драгоценных металлов и камней. Наружная сторона амулетницы украшалась орнаментом из стилизованных растений, священных буддийских символов и мантр. Заполнение гау реликвиями — особый ритуал, который осуществялет лама, после чего оно начинает выполнять функцию защиты и благословения, для того, кто его носит.
В настоящее время гау также используются просто в качестве декоративных украшений.